# فورد ۱۹۴۹
فورد ۱۹۴۹ (انگلیسی: 1949 Ford) یک مدل ماشین محبوب بود که توسط شرکت خودروسازی فورد تولید شد. این اولین خودروی پس از جنگ جهانی دوم بود که توسط فورد ساخته شد و دارای طراحی و نوآوری‌های مهندسی جدید بود. فورد ۱۹۴۹ به دلیل طراحی شیک و ساده اش به فورد جعبه کفش نیز معروف بود.
برخی از ویژگی‌های فورد ۱۹۴۹ شامل یک موتور V8 جدید با سوپاپ بالا، یک سیستم تعلیق کاملاً مستقل در جلو و یک جلوپنجره یک تکه بود. این خودرو به صورت کوپه، سدان، کانورتیبل و واگن نیز در دسترس بود.
فورد ۱۹۴۹ موفقیت بزرگی برای شرکت خودروسازی فورد بود و تنها در سال اول تولید بیش از ۱ میلیون دستگاه فروخته شد. این یک انتخاب محبوب در میان خانواده‌های آمریکایی شد و طراحی آن الهام بخش بسیاری از مدل‌های خودروهای آینده بود.
امروزه فورد ۱۹۴۹ یک خودروی بسیار کلکسیونی باقی مانده‌است و بسیاری از علاقه مندان هنوز از طراحی و مهندسی منحصر به فرد آن قدردانی می‌کنند.